# Altella aussereri
Espèce
Altella aussereri est une espèce d'araignées aranéomorphes de la famille des Argyronetidae.

## Répartition
Cette espèce se rencontre en Italie au Trentin-Haut-Adige et en Slovaquie,.

## Description
Altella aussereri mesure de 1,2 à 1,4 mm.

## Systématique et taxinomie
Cette espèce a été décrite par Thaler en 1990.

## Étymologie
Cette espèce est nommée en l'honneur d'Anton Ausserer.

## Publication originale
- Thaler & Noflatscher, 1990 : « Neue und bemerkenswerte Spinnenfunde in Südtirol (Arachnida: Aranei). » Veröffentlichungen des Museum Ferdinandeum in Innsbruck, vol. 69, p. 169-190.